# NA空間
NA空間とは、Natural Artificial Space (自然的人工空間）のこと。略語でNAS、NA空間、NA施設とも呼ばれる

## 概要
広義には、建築における植栽において植物や石など自然界に存在する自然物を、人工的に人々が生活する空間に組み込みデザインされている空間のことである。意義としては造園に近いが、違う点としては、造園が庭園に主点を置いていることに比べ、NA空間は、人工物、建築物と自然物の混同を指し人工物と自然物の共栄・協調を目指している空間であることだ。また、モダニズム建築に併用され、存在することである。

## 目的
人工物と自然物の対比する物同士が共栄・協調を目指す理由として、わかっているのが3つある。
・1つ目は、温暖化対策としてである。また、グリーンインフラとしての役割を期待されている為、近年都市開発において商業施設、公共施設でNA空間が用いられている
・2つ目は、景観のためだ。近年、ランドスケープデザインの言葉が布教され景観に価値が付くようになったとされる為。
・3つ目は、森林セラピーの能力が認められつつあるからだ。生活空間に森林のような緑地空間を作ることにより人々の心に安らぎを与え、精神的に身体的にに健康を支えるためとされる。